# Galway United F.C.
Galway United F.C. ili kraće Galway United (irs. Cumann Peile Ghaillimh Aontaithe) je profesionalni nogometni klub iz Galwaya. Osnovan je 1937. godine, ali se Irskoj ligi pridružio tek 1977. godine, a 28. kolovoza iste godine igrali su svoju prvu utakmicu na Terryland Parku sa St Patrick's Athleticom. Od važnijih klupskih uspjeha valja nabrojiti osvajanje FAI kupa 1991. godine i drugo mjesto u Premier ligi sezone 1985./86.

## Vanjske poveznice
- Službene stranice